# Терр-де-Банкальє
Терр-де-Банкальє (фр. Terre-de-Bancalié) — муніципалітет у Франції, у регіоні Окситанія, департамент Тарн. Терр-де-Банкальє утворено 1 січня 2019 року шляхом злиття муніципалітетів Румегу, Ронель, Сент-Антонен-де-Лакальм, Сен-Льє-Лафенасс, Терр-Клап'є i Ле-Траве. Адміністративним центром муніципалітету є Румегу. Населення — 1732 особи (01.01.2021).